# Canadá en los Juegos Olímpicos de Londres 2012
Canadá estuvo representado en los Juegos Olímpicos de Londres 2012 por un total de 273 deportistas que compitieron en 24 deportes. Responsable del equipo olímpico fue el Comité Olímpico Canadiense, así como las federaciones deportivas nacionales de cada deporte con participación.
El portador de la bandera en la ceremonia de apertura fue el triatleta Simon Whitfield.

## Medallistas
El equipo olímpico canadiense obtuvo las siguientes medallas:
| Nombre | Deporte                    | Competición               |
| --- | -------------------------- | ------------------------- |
| Oro |                            |                           |
| Rosannagh MacLennan | Gimnasia en trampolín      | Individual F              |
| Christine Girard | Halterofilia               | 63 kg F                   |
| Plata |                            |                           |
| Derek Drouin | Atletismo                  | Salto de altura M         |
| Tonya Verbeek | Lucha libre                | 55 kg F                   |
| Ryan Cochrane | Natación                   | 1500 m libre M            |
| Adam van Koeverden | Piragüismo                 | K1 1000 m M               |
| Gabriel Bergen Douglas Csima Robert Gibson Conlin McCabe Malcolm Howard Andrew Byrnes Jeremiah Brown William Crothers Brian Price (t)                          | Remo                       | Ocho con timonel (M8+) M  |
| Janine Hanson Rachelle Viinberg Krista Guloien Lauren Wilkinson Natalie Mastracci Ashley Brzozowicz Darcy Marquardt Andréanne Morin Lesley Thompson-Willie (t) | Remo                       | Ocho con timonel (W8+) F  |
| Bronce |                            |                           |
| Gillian Carleton Jasmin Glaesser Tara Whitten | Ciclismo en pista          | Persecución por eqs. F    |
| Equipo | Fútbol                     | Torneo F                  |
| Antoine Valois-Fortier | Judo                       | –81 kg M                  |
| Carol Huynh | Lucha libre                | 48 kg F                   |
| Brent Hayden | Natación                   | 100 m libre M             |
| Richard Weinberger | Natación en aguas abiertas | 10 km M                   |
| Mark de Jonge | Piragüismo                 | K1 200 m M                |
| Mark Oldershaw | Piragüismo                 | C1 1000 m M               |
| Jennifer Abel Émilie Heymans | Saltos                     | Tarmpolín 3 m sincro. F   |
| Meaghan Benfeito Roseline Filion | Saltos                     | Plataforma 10 m sincro. F |